# René Zayan
René Zayan, né le 25 février 1947 au Caire (Égypte), mort à Etterbeek  (Belgique) le 21 avril 2014 , et inhumé le 3 mai au cimetière d'Ixelles, à Bruxelles, est un professeur français de psychologie. 

## Éléments biographiques
Après avoir été assistant dans le laboratoire d'éthologie de Georges Thinès, il devient professeur en éthologie et psychologie comparée puis en psychologie politique et en neurosciences cognitives à la Faculté de psychologie et des sciences de l'éducation à l'Université catholique de Louvain, en Belgique. Outre ses nombreuses publications dans le domaine de la psychologie comparée et de l'éthologie fondamentale ou appliquée, il assurera la vulgarisation de sa discipline par le biais de documentaires télévisés.
Après des études de psychologie à l'université d'Aix-Marseille en France, il viendra entreprendre une thèse de doctorat à Louvain sous la supervision de Georges Thinès. Peu après cette thèse qui portait sur le rôle de la reconnaissance individuelle dans la défense du territoire et la stabilité hiérarchique chez Xiphophorus, un poisson d'eau douce, il se tournera vers l'éthologie appliquée en travaillant sur des problématiques liées au bien être chez plusieurs espèces d'animaux domestiques utilisées en élevage intensif. Notamment, il étudiera par une approche étho-expérimentale systématique l'utilisation de l'espace (espace social) ou le stress social chez la poule et le porc. L'étude des mécanismes de la reconnaissance sociale et individuelle dans les groupes d'animaux a été pour lui un thème  privilégié tout au long de sa carrière. 
Dès la fin de son premier cycle en psychologie, René Zayan s'intéressera aux fondements des sciences du comportement. Il consacrera une part importante de son travail de recherche a des aspects purement épistémologiques et méthodologiques en lien avec la psychologie comparée et l'éthologie. 
La dernière partie de sa vie a été consacrée à la psychologie politique et aux phénomènes d'attraction entre hommes et femmes. Il a notamment étudié les mécanismes non verbaux du charisme chez les "leaders" politiques, historiques ou vivants, ainsi que certains déterminants des mouvements fascistes ou populistes. 
René Zayan était aussi un connaisseur authentique de l'œuvre politique et littéraire de Drieu la Rochelle. En philosophie, il aimait tout particulièrement les moralistes français, Schopenhauer, Nietzsche et Cioran. Il se considérait un élève de Mario Bunge, un réaliste critique. 
René Zayan est décédé dans son sommeil, peu après sa retraite.